# Ismaël Aaneba
Ismaël Aaneba (Mantes-la-Jolie, 1999. május 29. –) francia labdarúgó, a Ferencváros hátvédje.

## Pályafutása

### Klubcsapatokban
Aaneba a francia negyedosztályú Mantois akadémiáján nevelkedett, a felnőtt csapatban bajnoki mérkőzésen 2016 augusztusában mutatkozott be. 2017 és 2021 között a francia élvonalbeli RC Strasbourg labdarúgója volt; többnyire a klub második számú csapatában futballozott, azonban öt alkalommal az élvonalban is pályára lépett, valamint tagja volt a 2019-ben francia ligakupagyőztes csapatnak. A francia élvonalban 2018. november 9-én mutatkozott be a Lille csapata ellen. 2021 és 2023 között hatvanöt másodosztályú bajnoki mérkőzésen lépett pályára a Sochaux csapatában.

#### Ferencváros
2023 szeptembere óta a magyar élvonalbeli Ferencváros labdarúgója. November 1-jén a Puskás Akadémia ellen 4–3-ra megnyert kupamérkőzésen szerezte első gólját az FTC-ben.

### A válogatottban
2018-ban egy-egy alkalommal pályára lépett a francia U19-es és U20-as válogatottakban.

## Sikerei, díjai
RC Strasbourg
- Francia ligakupa (1): 2018–19

 Ferencváros
- Magyar bajnok (1): 2023–24
- Magyar kupa ezüstérmes (1): 2024[4]